# Luís Miranda
Luís Miranda (Santo Antônio de Jesus, 15 de dezembro de 1969) é um ator, dramaturgo e comediante brasileiro. Conhecido pela sua grande versatilidade, Miranda transita com facilidade entre teatro, cinema e televisão, destacando-se por suas interpretações tanto em papéis cômicos quanto dramáticos.
Em 2014 fez sua estreia em telenovelas, atuando como a protetora e elegante transexual Dorothy Benson em Geração Brasil, depois de diversos papéis cômicos no cinema e teatro.

## Biografia
Nascido em Santo Antônio de Jesus, município do interior da Bahia, Luis Miranda é conhecido nacionalmente por realizar papéis em seriados de comédia, em sua grande maioria produzidos pela Rede Globo. Despontou ao integrar o elenco da série Sob Nova Direção onde fez Moreno, amigo das protagonistas Pity e Belinha, interpretadas por Ingrid Guimarães e Heloísa Perissé, respectivamente.

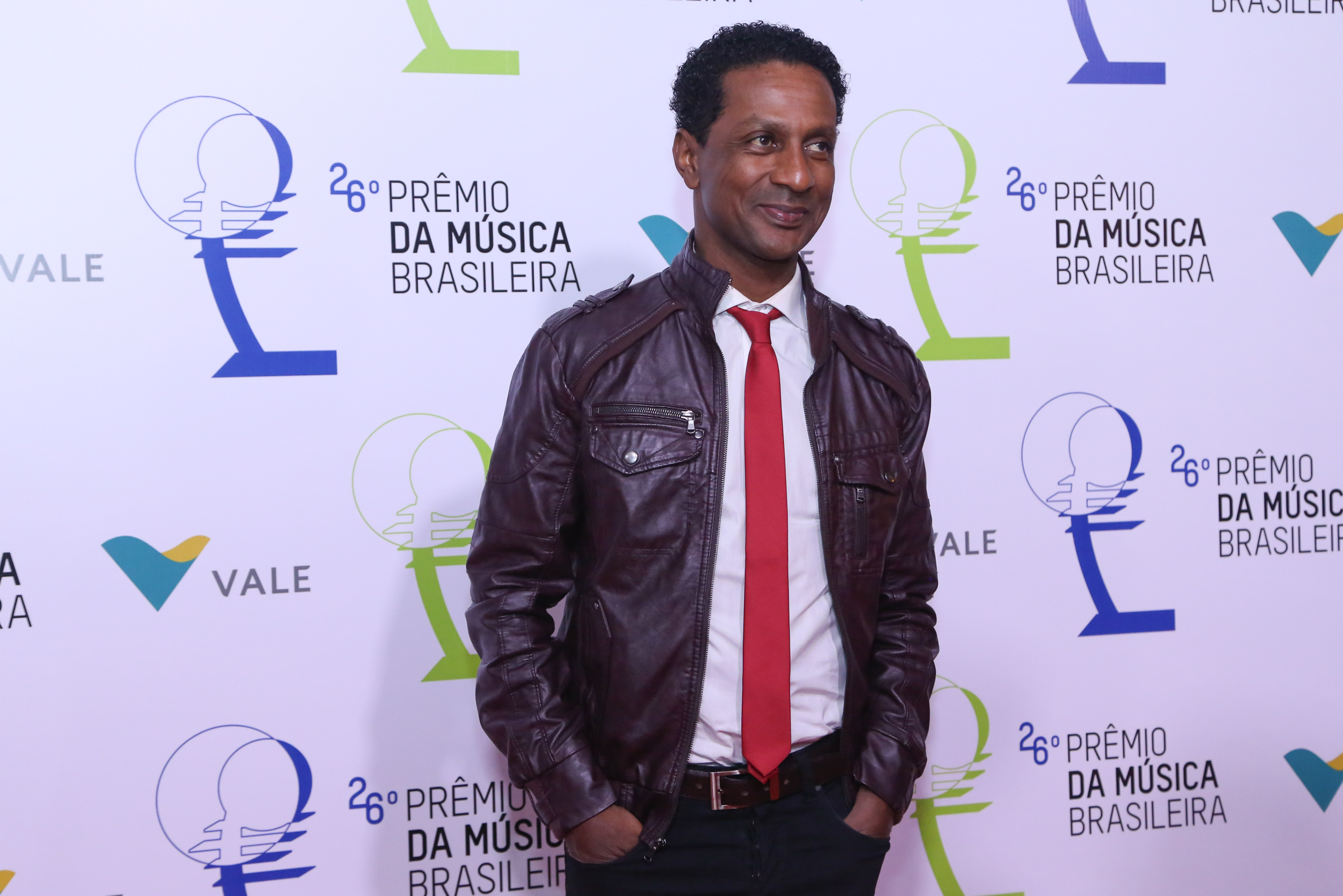
Luís no 26° Prêmio da Música Brasileira, em 2015.

Após o seriado, realizou participações em outras produções teledramaturgicas, como Faça Sua História e Batendo Ponto. Em 2012, após algumas aparições, integrou o elenco fixo de A Grande Família, permanecendo até o cancelamento do programa em 2014.
Luís também tem uma carreira prestigiada e premiada no cinema, dentre as produções que o ator participou, destacam-se Jean Charles de 2009 e Quincas Berro D'Água de 2010.
Em 2014 estreia em telenovelas em Geração Brasil como a transexual Dorothy Benson. No ano seguinte, 2015, integra o elenco da série Mister Brau e do humorístico Zorra Total, permanecendo em ambos até 2018.

## Vida pessoal
Sempre discreto quanto a sua vida pessoal, em 2014 assumiu abertamente a homossexualidade para a revista Contigo!.

## Filmografia

### Televisão
| Ano           | Trabalho/Obra                   | Papel                                | Notas |
| ------------- | ------------------------------- | ------------------------------------ | --- |
| 1998–00       | Telecurso 2000                  | Edgar                                | |
| 2004–07       | Sob Nova Direção                | Moreno                               | |
| 2005          | Carandiru, Outras Histórias     | Melissa                              | Episódio: "Love Story I" Episódio: "Love Story II"                                                           |
| 2007          | Faça Sua História               | Maribel                              | Episódio: "Piloto"                                                                                           |
| 2008          | Faça Sua História               | Dejair                               | Episódio: "Robauto S.A."                                                                                     |
| 2008          | Alice                           | Marcílio                             | Episódios: "Wonderland" "A Guerra de Alice" "Em Busca do Ouro" "A Mil Quilômetros Por Hora" "Em Queda Livre" |
| 2009          | Ó Paí, Ó                        | Murici                               | Episódio: "Quero Ver a Bahia Tremer"                                                                         |
| 2010          | A Grande Família                | Feiticeiro                           | Episódio: "O Dito Pelo Maldito"                                                                              |
| 2010          | As Cariocas                     | Margarete                            | Episódio: "A Traída da Barra"                                                                                |
| 2011          | Homens de Bem                   | Ulisses                              | Especial de fim de ano                                                                                       |
| 2011          | Batendo Ponto                   | Jorge                                | |
| 2011–14       | A Grande Família                | Craudionor de Oliveira (Pajé Murici) | |
| 2013          | Junto & Misturado               | Luís Alves                           | |
| 2014          | Geração Brasil                  | Dorothy Benson                       | |
| 2014          | Passionais                      | Martín                               | |
| 2015–18       | Zorra                           | Vários personagens                   | |
| 2015–18       | Mister Brau                     | Lima                                 | |
| 2017          | Escolinha do Professor Raimundo | Tião Bonitinho                       | Episódio: "3 de dezembro"                                                                                    |
| 2018          | Valentins                       | Major Ribeiro                        | Episódio: "Jogo da Memória"                                                                                  |
| 2020          | Simples Assim                   | Vendedor da Máquina do Tempo         | Episódio: "10 de outubro"                                                                                    |
| 2022          | Domingão com Huck               | Jurado                               | Quadro: “Acredite em Quem Quiser”                                                                            |
| 2022–presente | Encantado's                     | Eraldo Ponza                         | |
| 2024          | Big Brother Brasil              | Colunista                            | Quadro: "Big Treta"                                                                                          |
| 2025          | Grande Sertão: A Série          | Zé Bebelo                            | |
| 2025          | Êta Mundo Melhor!               | Professor Asdrúbal                   | |

### Cinema
| Ano  | Título                             | Papel                                       |
| ---- | ---------------------------------- | ------------------------------------------- |
| 2025 | A Sogra Perfeita 2                 | Richard Lambert                             |
| 2025 | A Fábrica de Sonhos                | Severo                                      |
| 2024 | O Auto da Compadecida 2            | Antônio Do Amor                             |
| 2024 | Arca de Noé                        | Serpente #2 / Sheyla / Corsa / Texugo (voz) |
| 2024 | O Clube das Mulheres de Negócios   | Jongo                                       |
| 2024 | Grande Sertão                      | Zé Bebelo                                   |
| 2023 | Ó Paí, Ó 2                         | Dr. Alfeu                                   |
| 2023 | Derrapada                          | Roberto                                     |
| 2021 | L.O.C.A.                           | Edson                                       |
| 2021 | Luca                               | Tio Ugo (voz)                               |
| 2020 | Carlinhos e Carlão                 | Evaristo                                    |
| 2019 | Pets - A Vida Secreta dos Bichos 2 | Bola de Neve (voz)                          |
| 2016 | Pets - A Vida Secreta dos Bichos   | Bola de Neve (voz)                          |
| 2015 | Que Horas Ela Volta?               | Antônio                                     |
| 2013 | Trampolim do Forte                 | Reverendo Magalhães                         |
| 2012 | Entreturnos                        | Valcir                                      |
| 2012 | De Pernas pro Ar 2                 | Mano Love                                   |
| 2011 | Amanhã Nunca Mais                  | Walter                                      |
| 2011 | Cilada.com                         | Pai de Santo                                |
| 2011 | Onde está a Felicidade?            | Amigo                                       |
| 2011 | Priscilla Drag, Eu sou Rica!       | Ele mesmo                                   |
| 2011 | Tela                               |                                             |
| 2010 | Muita Calma Nessa Hora             | Buba                                        |
| 2010 | Quincas Berro D'Água               | Pé de Vento                                 |
| 2009 | Jean Charles                       | Alex                                        |
| 2008 | Meu Nome Não é Johnny              | Alcides                                     |
| 2007 | O Signo da Cidade                  | Sombra                                      |
| 2006 | O Diário de Tati                   | Seu Neves                                   |
| 2005 | O Amor do Palhaço                  | Grete                                       |
| 2003 | Carandiru                          | Paulo Boca                                  |
| 2001 | Bicho de Sete Cabeças              | Marcelo                                     |
| 2000 | Domésticas                         | Abreu                                       |

## Teatro
| Ano        | Título              | Papel                                                                                |
| ---------- | ------------------- | ------------------------------------------------------------------------------------ |
| 2006–atual | 7 Conto – A Comédia | Ademar Queixada, Caroline, Dona Edith, Detona, MC Dólar, Madame Sheila, Vovó Arlinda |
| 2002–14    | Terça Insana        | Dona Edith, Madame Sheila, Vovó Arlinda, Ademar Queixada, MC Dólar                   |

## Prêmios e indicações
| Ano  | Festival                            | Categoria                                         | Nomeações                        | Resultado |
| ---- | ----------------------------------- | ------------------------------------------------- | -------------------------------- | --------- |
| 2009 | Prêmio Contigo! de Cinema Nacional  | Melhor Ator Coadjuvante                           | Jean Charles                     | Venceu    |
| 2010 | Los Angeles Brazilian Film Festival | Melhor Ator Coadjuvante                           | Jean Charles                     | Venceu    |
| 2010 | Prêmio Guarani de Cinema Brasileiro | Melhor Ator Coadjuvante                           | Jean Charles                     | Indicado  |
| 2010 | Prêmio Contigo! de Cinema Nacional  | Melhor Ator Coadjuvante                           | Quincas Berro D'Água             | Indicado  |
| 2014 | Prêmio Extra de Televisão           | Melhor Ator Coadjuvante                           | Geração Brasil                   | Indicado  |
| 2014 | Prêmio Globo de Melhores do Ano     | Melhor Ator Coadjuvante                           | Geração Brasil                   | Indicado  |
| 2015 | Prêmio Contigo! de TV               | Melhor Ator Coadjuvante                           | Geração Brasil                   | Venceu    |
| 2019 | Prêmio Bibi Ferreira                | Melhor Ator                                       | O Mistério de Irma Vap           | Venceu    |
| 2020 | Prêmio Shell de Teatro              | Melhor Ator                                       | O Mistério de Irma Vap           | Venceu    |
| 2020 | Prêmio Prio de Humor - SP           | Melhor Perfomance                                 | O Mistério de Irma Vap           | Venceu    |
| 2022 | Festival Sesc Melhores Filmes       | Melhor Ator Nacional                              | O Auto da Boa Mentira            | Indicado  |
| 2022 | Pena de Prata                       | Melhor Elenco em Série de Comédia                 | Encantado's                      | Indicado  |
| 2023 | Festival Sesc Melhores Filmes       | Melhor Ator Nacional                              | Lima Barreto, ao Terceiro Dia    | Indicado  |
| 2023 | Prêmio Globo de Melhores do Ano     | Melhor Ator de Série                              | Encantado's                      | Indicado  |
| 2024 | Prêmio Potências                    | Ator do Ano                                       | Encantado's                      | Indicado  |
| 2024 | Festival de Cinema de Gramado       | Melhor Elenco Principal (prêmio especial do júri) | O Clube das Mulheres de Negócios | Venceu    |
| 2024 | Los Angeles Brazilian Film Festival | Melhor Ator Coadjuvante                           | O Clube das Mulheres de Negócios | Indicado  |
| 2024 | Los Angeles Brazilian Film Festival | Melhor Ator Coadjuvante                           | Grande Sertão                    | Indicado  |